# Fischbach am Inn
Fischbach am Inn ist ein Gemeindeteil der Gemeinde Flintsbach am Inn im oberbayerischen Landkreis Rosenheim. Das Kirchdorf liegt im linksseitigen Tal des Inns etwa zwei Kilometer südöstlich von Flintsbach am Inn. Durch den Ort verläuft die Staatsstraße 2089, am nordöstlichen Ortsrand die Bahnstrecke Rosenheim–Kufstein Grenze. Zwischen dem Ort und dem Inn verläuft die Bundesautobahn 93.

## Geschichte

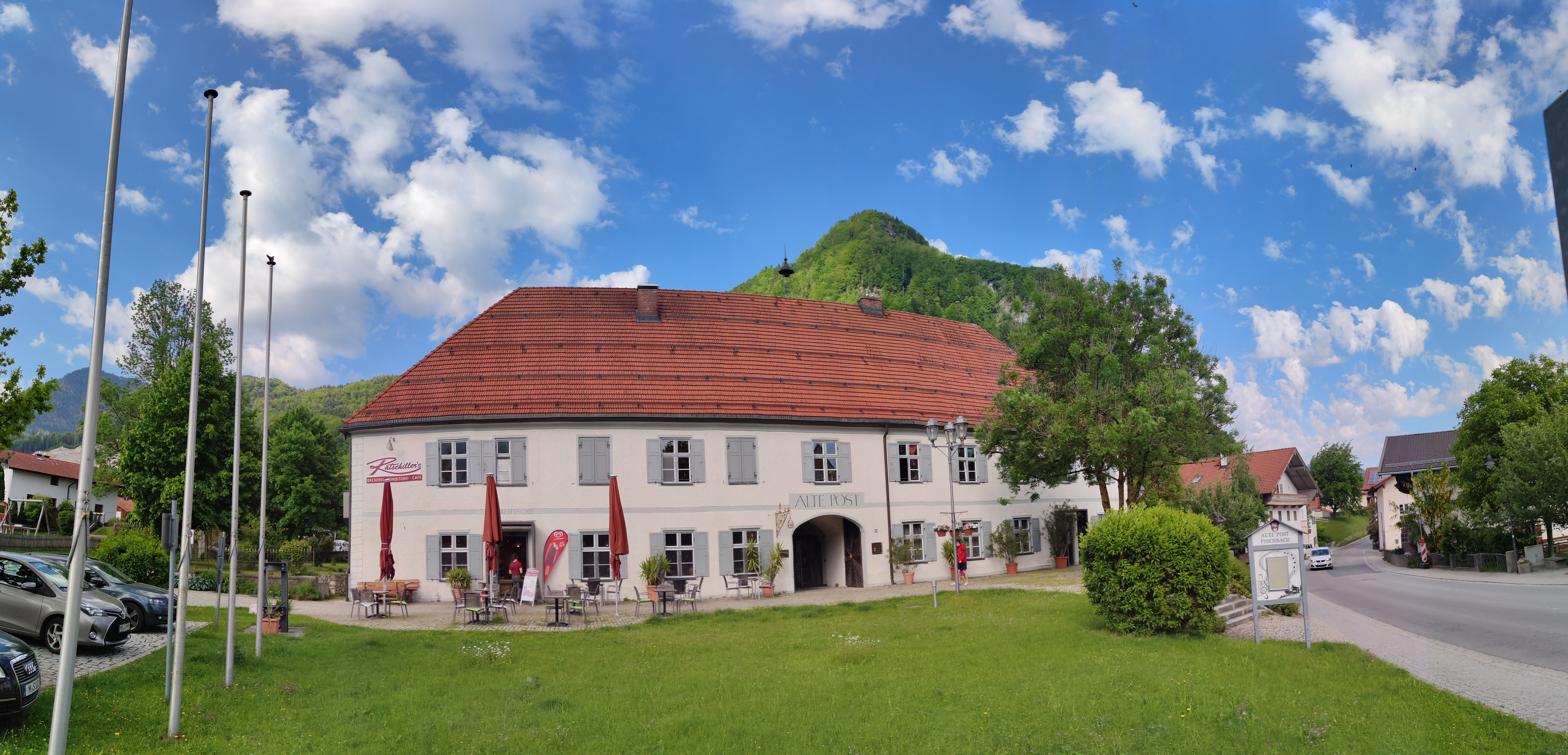
Alte Post

Besiedlungsspuren reichen zurück bis in die Bronzezeit. Das Gebiet zählte zur Herrschaft der Falkensteiner und kam dann in den Besitz der bayerischen Herzöge. Seit dem 15. Jahrhundert wurde deren Gerichtsbezirk Auerburg in die Hauptmannschaften Kiefersfelden, Nieder- und Oberaudorf sowie Fischbach gegliedert.
1799 erfolgte die Errichtung des kurpfalz-baierischen Landgerichts Fischbach. 1802 zerstörte ein Großfeuer Fischbach. Am 17. Oktober 1805 erging die Order zur Aufstellung eines Corps Gebirgsschützen in den Landgerichten Aibling, Fischbach u. a. 1807 kam es zur Aufhebung des Landgerichts Fischbach.
Karl Anselm von Thurn und Taxis gründete in Fischbach eine von drei Posthaltereien auf der neu eingerichteten Postverbindung zwischen München und Innsbruck. Der heute bestehende Vierseitbau wurde vom damaligen Posthalter Johann Evangelist Linmayer in den Jahren 1802/03 erbaut, nachdem das vorherige Gebäude der Posthalterei einem umfangreichen Brand in Fischbach zum Opfer gefallen war. In dem Vierseitbau waren damals neben der Posthalterei mit den Pferdeställen und einer Werkstatt für Wagen auch eine Brauerei mit Lagerkellern sowie eine Herberge mit Gastwirtschaft untergebracht. Diese Herberge durfte im Laufe den 19. Jahrhunderts unter anderem den russischen Zaren Alexander sowie den bayerischen König Ludwig I. begrüßen.
Mit dem Gemeindeedikt von 1818 gehörte der nördliche Teil Fischbachs zu Flintsbach am Inn, der südliche Teil Fischbachs gehörte zur Gemeinde Niederaudorf (heute ein Gemeindeteil von Oberaudorf). Die Gemeindegrenze war bis dahin der durch Fischbach fließende Markbach.
Ab 1857 gab es in Fischbach einen Bahnhof der damals neu erbauten Bahnstrecke München-Rosenheim-Innsbruck.
Im Rahmen der Gebietsreform vom 1. April 1971 wurden Teile der Gemeinde Niederaudorf, nämlich Fischbach südlich vom Markbach bis nach Kirnstein, nach Flintsbach eingegliedert.
1991 wurde der Bahnhof Fischbach durch einen Haltepunkt in Flintsbach ersetzt.

## Kirche

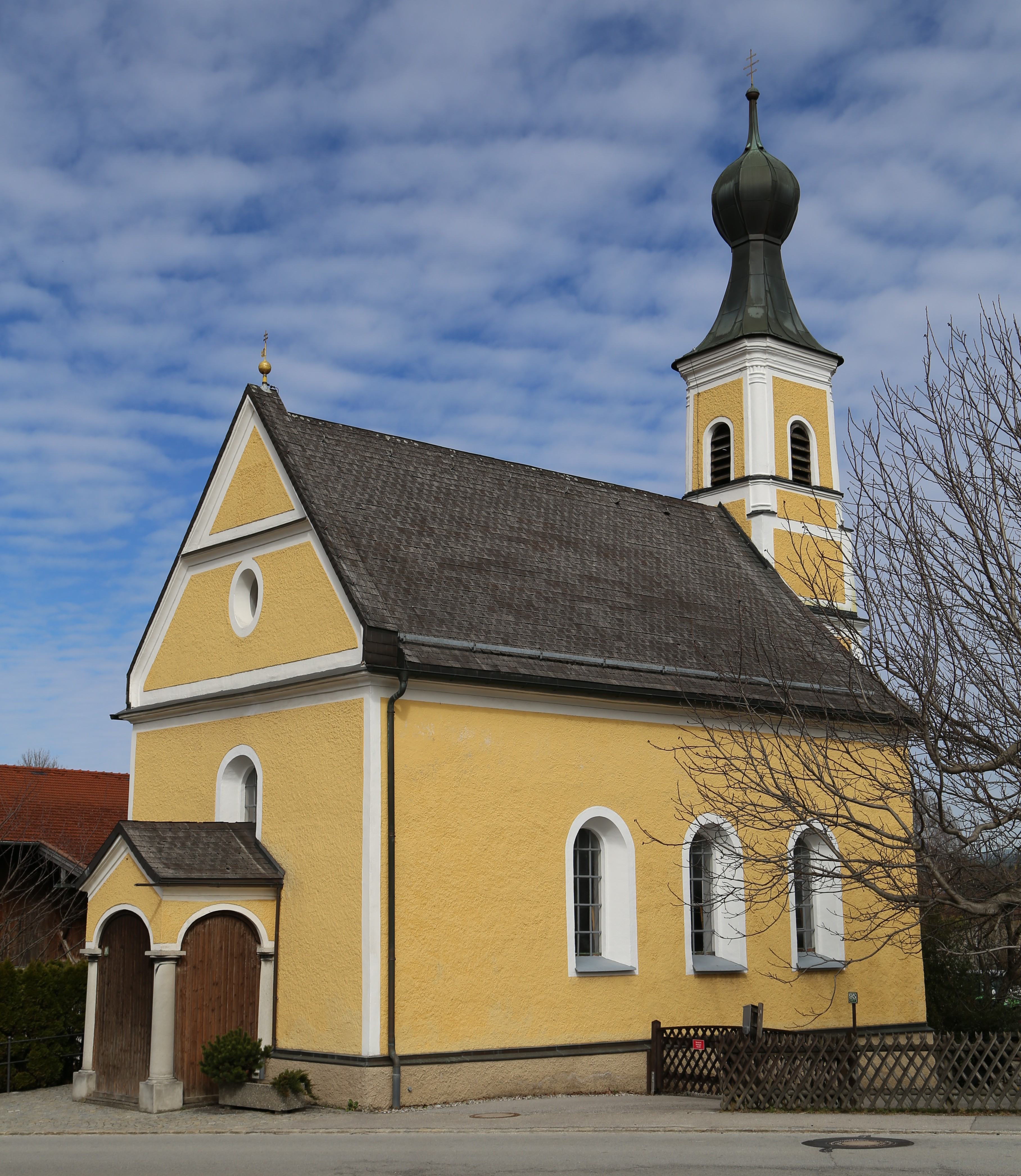
Filialkirche St. Johannes Evangelist

In Fischbach steht die Kirche St. Johannes Evangelist. Sie ist eine Filialkirche der röm.-kath. Pfarrei St. Martin in Flintsbach. Die Kirche wurde 1821/23 im Auftrag und auf Kosten von Johann Evangelist Linmayer, königl. Posthalter und Bierbrauer in Fischbach, erbaut, 1823 benefiziert und am 24. Juni 1838 von Erzbischof Lothar Anselm Frh. von Gebsattel geweiht und dem Patrozinium des Apostels und Evangelisten Johannes anvertraut.

## Stillgelegter Bahnhof
Im Jahre 1858 erhielt Fischbach einen Bahnhof und eine Haltestelle an der neu errichteten Eisenbahnlinie Rosenheim–Kufstein. Das Bahnhofsgebäude wurde am 15. Juni 1983 abgerissen. Der Haltepunkt diente seither nur noch als Verladeplatz für die ansässigen Unternehmen.
Zu Beginn des Sommerfahrplans 1991 am 26. Mai 1991 wurden die Zughalte im Bahnhof Fischbach eingestellt. Unterschriftensammlungen und die Initiative der Gemeinde Flintsbach, wenigstens die Haltestelle Fischbach zu erhalten, blieben erfolglos. Das Gebiet des stillgelegten Bahnhofs wurde an die Gemeinde Flintsbach veräußert und dient heute als Parkplatz.